# Laura Keene
Pour les articles homonymes, voir Keene.
Laura Keene (20 juillet 1826 - 4 novembre 1873) est une actrice et directrice de théâtre britannique. Au cours de ses vingt ans de carrière, elle devient la première femme manageuse[anglicisme à remplacer] d'un grand théâtre à New York. Elle est surtout connue pour avoir été la comédienne principale de la pièce Our American Cousin, à laquelle assistait le président Abraham Lincoln au théâtre Ford de Washington le soir de son assassinat.

## Jeunesse et premier mariage
Keene est née Mary Frances Moss à Winchester, en Angleterre. Elle était le quatrième et dernier enfant de Tomas et Jane Moss (née King). Sa tante était l'actrice britannique Elizabeth Yates (en). À l'âge de 18 ans, elle épousa l'officier de l'armée britannique Henry Wellington Taylor (certaines sources identifient Taylor sous le prénom de « John »),. Taylor aurait été le neveu et le filleul d'Arthur Wellesley, 1er duc de Wellington. Le couple a eu deux filles, Emma (née en 1846) et Clara Marie Stella (née en 1849). Après avoir quitté l'armée, Taylor ouvrit sa propre taverne. Vers 1850, Taylor fut arrêté, bien que la nature de son crime soit aujourd'hui inconnue. Après avoir été condamné, il aurait été envoyé d'Angleterre en Australie sur un bateau-prison,. Keene se rendrait plus tard en Australie afin de le localiser pour divorcer, mais ne pourra jamais déterminer où il se trouvait précisément (certains récits disent que Keene retrouva Taylor mais que celui-ci refusa de consentir au divorce). Ils sont ainsi restés mariés jusqu'à la mort de Taylor en 1860,.
Après que son mari a été envoyé en prison, Keene se retrouva seule avec deux enfants et sans argent. Sur les conseils de sa tante, elle décida de poursuivre une carrière d'actrice et fera son apprentissage au théâtre de cette dernière,. Comme il était alors socialement inacceptable pour une femme avec des enfants et sans mari de jouer au théâtre, elle changea son nom en « Laura Keene ». Sa mère Jane, maintenant veuve, s'occupa de l'éducation de ses deux filles.

## Carrière

### Débuts à Londres
Keene fit ses débuts professionnels en tant que Pauline dans The Lady of Lyons à Londres en octobre 1851. Cela fut suivi par des représentations au Royal Olympic Theatre (en) et au Royal Lyceum Theatre de Londres, y compris plusieurs mois de travail sous la direction de Madame Vestris. En 1852, après moins d'un an à s'être produite en Grande-Bretagne, Keene accepta une offre de James William Wallack (en) d'aller à New York et d'être la principale dame de la société par actions de son théâtre à succès,.

### Immigration aux États-Unis et tournée en Australie
Sa première représentation dans le théâtre de James William Wallack fut dans The Will en tant qu'Albino Mandeville. Elle jouit d'une grande popularité pendant son séjour au Wallack's Theatre (en) (du 20 septembre 1852 au 22 novembre 1853). Afin d'avoir plus de contrôle sur sa carrière, elle intègre alors la direction du théâtre avec l'aide de John Lutz, qu'elle épouse en 1860 et qui sera avec elle pour le reste de sa carrière. Elle quitta la compagnie de Wallack de façon inattendue une nuit et déménagea à Baltimore. Keene y loua le Charles Street Theatre, du 24 décembre 1853 au 2 mars 1854, où elle agit en tant que directrice, manageuse[anglicisme à remplacer] et interprète. Elle commença à faire des tournées en Californie (du 6 avril au 29 juillet 1854), en Australie (du 23 octobre 1854 au janvier 1855) et de nouveau en Californie (du 9 avril au 4 octobre 1855). Lors de son premier passage en Californie, elle est engagée par Catherine Norton Sinclair (en) pour jouer face à Edwin Booth. Après avoir passé un mois en tant que gérante et locataire de l'Union Theatre de San Francisco (du 29 juin au 29 juillet 1854), Keene et Booth partirent en tournée en Australie. Le comportement d'ivrogne de Booth en Australie mit fin à leur relation et à leur tournée. De retour en Californie, elle dirigea également l'American Theatre. Elle y géra et joua pendant quelques années jusqu'à ce qu'une nouvelle loi soit adoptée en Californie interdisant toute forme de divertissement le jour du sabbat. Cela réduisit considérablement la fréquentation des représentations théâtrales et donna à Keene une raison de partir et de démarrer un nouveau projet à New York.
À son retour à New York, Keene loua le Metropolitan Theatre, le remodela et le renomma Laura Keene's Varieties. Elle en fut la gérante, réalisatrice et interprète vedette jusqu'au 23 décembre, date à laquelle William Burton acheta le bâtiment et y a déménagea sa propre entreprise (il fut rebaptisé Burton's New Theatre, puis Winter Garden (en)).

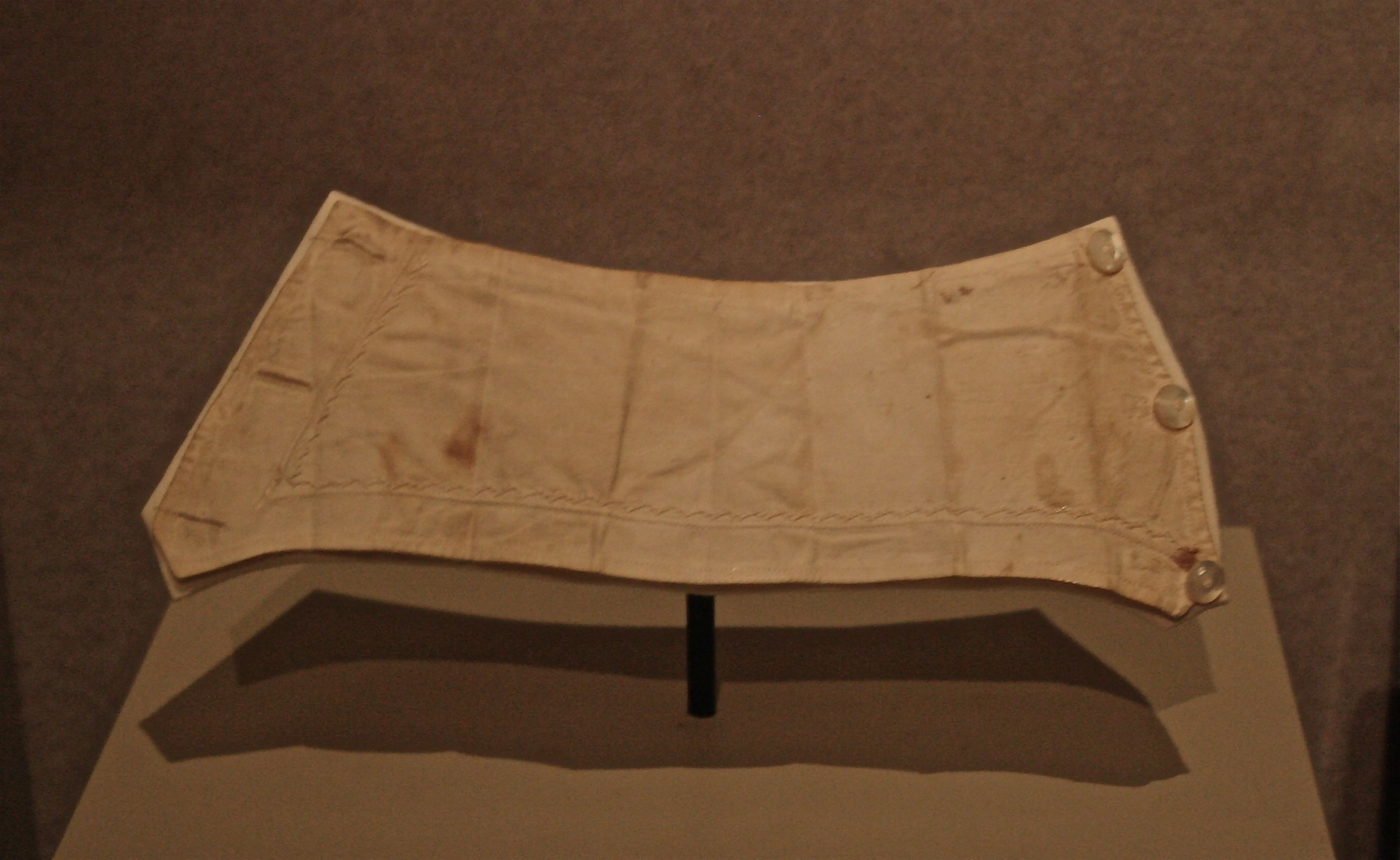
La manchette tachée de sang appartenant à Keene exposée au Musée national d'histoire américaine à Washington, DC

À ce stade, elle réunit des investisseurs, ainsi qu'un architecte spécialisé dans les théâtres, et un nouveau théâtre fut construit selon ses spécifications. Baptisé Laura Keene's Theatre (en), il ouvrit ses portes le 18 novembre 1856. En novembre 1857, elle y monte The Sea of Ice qui sera un succès financier.
Le divertissement théâtrale changeait rapidement à cette époque, avec peu de productions dépassant la douzaine de représentations, mais Keene résista à cette tendance. Un spectacle de 1857 intitulé The Elves dura un record de 50 représentations. De plus, 1860 devait s'avérer une année importante pour son théâtre et la comédie américaine également. Le 29 mars, elle créa The Colleen Bawn de Dion Boucicault, qui dura six semaines jusqu'à la fin de la saison le 12 mai; le point culminant de cette pièce était la création en décor d'une île océanique, décor qui culminait avec une scène avec le héros plongeant dans l'océan pour sauver la colleen bawn Eily O'Connor (pariant sur le succès de la pièce, Boucicault emmena The Colleen Bawn à Londres, où elle ouvrit le 10 septembre 1860 et dura 230 représentations, devenant ainsi la première longue série de l'histoire du théâtre anglais). En novembre 1860, Keene créa la comédie musicale The Seven Sisters, qui comportait des décors extravagants et dura 253 représentations, un total étonnant pour l'époque.

### Assassinat d'Abraham Lincoln
En 1858, Our American Cousin fait ses débuts au théâtre de Laura Keene. Dans la nuit du 14 avril 1865, la compagnie de Keene, qui comprenait principalement John Dyott et Harry Hawk, jouait Our American Cousin au théâtre Ford de Washington, DC. Le président Abraham Lincoln et sa femme, la première dame Mary Todd Lincoln, étaient présents ce soir-là. L'acteur John Wilkes Booth tira sur le président Lincoln alors que celui-ci assistait à la pièce depuis la loge présidentielle; Booth a ensuite fui le théâtre. Au milieu de la confusion, Keene se dirigea vers la loge présidentielle où Lincoln gisait mourant et berça la tête du président mortellement blessé sur ses genoux. La blessure mortelle à la tête du président saigna sur la robe de l'actrice, tachant sa manchette. Celle-ci fut ensuite donnée au Musée national d'histoire américaine.

## Dernières années et décès

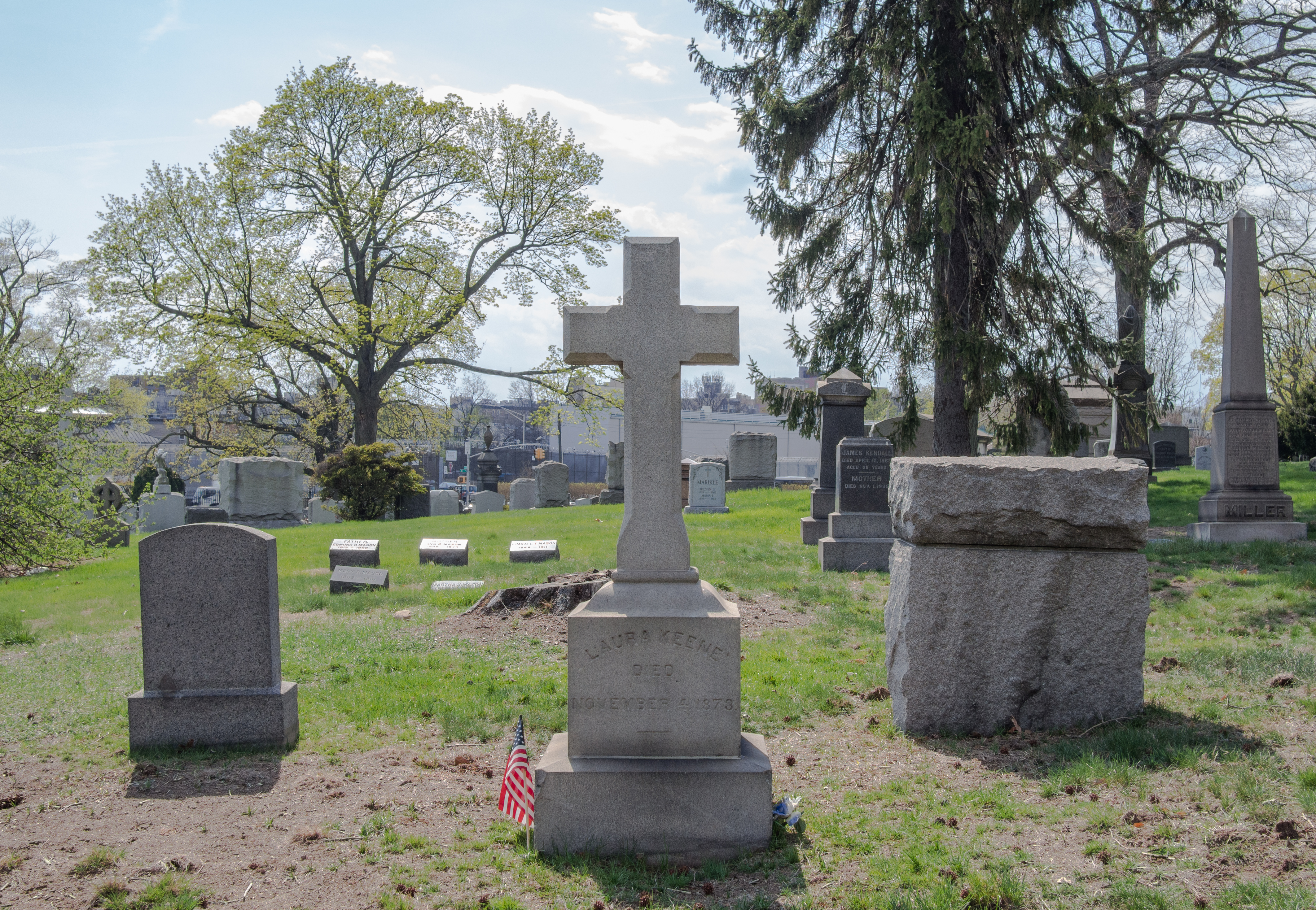
Lieu de sa sépulture au cimetière Green-Wood à Brooklyn, New York.

En 1863, Keene fut forcée d'abandonner la gestion de son propre théâtre en raison de problèmes de santé. Elle continua en tant que directrice et vedette d'une compagnie qui fit le tour des États-Unis pendant la majeure partie des dix années suivantes. Elle fut également directrice du Chestnut Street Theatre à Philadelphie, du 20 septembre 1869 au 25 mars 1870. Sa dernière représentation eut lieu le 4 juillet 1873, lors d'une tournée dans le nord de la Pennsylvanie.
Son deuxième mari, John Lutz, mourut le 18 avril 1869. Le 4 novembre 1873, Keene mourut de la tuberculose à l'âge de 47 ans à Montclair dans le New Jersey. Elle fut enterrée au cimetière de Green-Wood à Brooklyn.